# Hassaleh
Hassaleh (ι Aurigae / ι Aur / 3 Aurigae) es una estrella de magnitud aparente +2,69, la cuarta más brillante en la constelación de Auriga después de Capella (α Aurigae), Menkalinan (β Aurigae) y θ Aurigae. También recibe los nombres de Al Kab y Kabdhilinan, ambos de origen árabe, y en chino es conocida como 五車一, «la Primera Estrella de los Cinco Carros». Está situada a 512 años luz del sistema solar.
De tipo espectral K3 II, Hassaleh es una gigante luminosa de color anaranjado con una temperatura superficial de 4390 K y una luminosidad 5400 veces mayor que la solar. Su diámetro, calculado a partir de estos parámetros, es 128 veces más grande que el del Sol —equivalente a 0,6 UA—, valor algo mayor que el obtenido a partir de la medida directa de su diámetro angular, igual a 106 radios solares.
Con una masa de 7 o 9 masas solares —el valor exacto depende del estado evolutivo en el que se encuentre— en su interior probablemente se produce la fusión de helio en carbono. Su edad está comprendida entre 30 y 45 millones de años y está en el límite de masa para acabar sus días como una supernova o como una enana blanca masiva. Asimismo es una fuente emisora de rayos X, siendo una de las llamadas «estrellas de cromosfera híbrida», en las cuales una corona caliente coexiste con vientos fríos provenientes de su superficie.